# Nhà thơ
Nhà thơ hay Thi nhân (Chữ hán: 詩人) là người sáng tác thơ — một thể loại văn học khác với văn xuôi hay kịch. Nhà thơ thường bị chi phối bởi nền văn hóa và tri thức truyền thống và viết ra ngôn ngữ đặc biệt (gọi là thơ). Những nhà thơ giỏi thường được gọi là Thi sĩ (詩士), hoặc Thi hào (詩豪) đối với những nhà thơ kiệt xuất, như Nguyễn Du (Việt Nam), Pushkin (Nga), Lý Bạch, Đỗ Phủ (Trung Quốc), Goethe, Schiller (Đức), Tagore (Ấn Độ),...

## Khả năng
Nhà thơ có khả năng cảm xúc, tư duy và ngôn ngữ phong phú được diễn tả bằng thơ do khả năng bẩm sinh và do sự rèn luyện mà có. Họ cũng có khả năng gắn kết cuộc sống, xã hội, thiên nhiên... cái hay, cái đẹp và cả những điều xấu, cả những vật vô tri vô giác cũng được nhà thơ làm sống động và có hồn.
Nhà thơ là một danh hiệu cao quý cho người làm thơ, khi mà thơ ca của người đó phục vụ cho Chân - Thiện - Mỹ, cho ánh sáng xua tan bóng tối, cho lương tâm, trí tuệ và tiến bộ cũng như hạnh phúc của con người.
Tác phẩm và tên tuổi của họ được nhiều người đọc đánh giá tốt phản hồi qua truyền miệng, bút tích, thư từ hoặc báo chí. Ngoài ra còn được lưu trữ trong thư viện, hoặc được trích dẫn lại trong sách giáo khoa, trong nhạc, trong thơ và tác phẩm của người khác về mặt tích cực như trên. Đó là một tiêu chuẩn danh xưng nhà thơ cho một người làm thơ.

## Các nhà thơ tiêu biểu

### Tiếng Việt
- Nguyễn Thái Bình
- Anh Thơ
- Bằng Việt
- Bùi Giáng
- Chế Lan Viên
- Du Tử Lê
- Dương Quân
- Đặng Thân
- Đinh Hùng
- Hàn Mặc Tử
- Hồ Chí Minh
- Thanh Tịnh
- Huy Cận
- Inrasara
- Nguyên Sa
- Nguyễn Bính
- Nguyễn Du
- Nguyễn Đình Thi
- Nguyễn Khoa Điềm
- Nguyễn Nhược Pháp
- Nguyễn Tất Nhiên
- Nguyễn Trãi
- Tản Đà
- Nam Trân
- Tế Hanh
- Tố Hữu
- Thế Lữ
- Thích Nhật Từ
- Xuân Diệu
- Vũ Đình Liên
- Vũ Hoàng Chương
- Hữu Loan
- Vũ Quần Phương
- Lâm Quang Mỹ
- Trần Đăng Khoa
- Hồng Nguyên
- Xuân Quỳnh

#### Thơ Đường luật Việt Nam
Thứ tự theo từng thời kỳ từ thể thơ Nôm thất ngôn bát cú đến Đường luật Việt Nam có:
- Hồ Xuân Hương
- Bà Huyện Thanh Quan
- Tuy Lý Vương
- Tùng Thiện Vương
- Nguyễn Khuyến
- Dương Khuê
- Trần Tế Xương
- Phan Văn Trị
- Tôn Thọ Tường
- Quách Tấn
- Bùi Khánh Đản
- Thái Thanh Nguyên
- Đinh Vũ Ngọc
- Hà Trung Yên
- Hương Thu

#### Thơ lục bát
- Nguyễn Du
- Nguyễn Đình Chiểu

#### Thơ Đường
- Lý Bạch
- Đỗ Phủ
- Bạch Cư Dị
- Vương Duy
- Mạnh Hạo Nhiên
- Thôi Hộ
- Trương Kế
- Liễu Tông Nguyên
- Vương Hàn
- Thôi Hiệu

### Tiếng Anh
- William Shakespeare
- John Milton
- Sylvia Plath
- W. H. Auden

### Tiếng Pháp
- Baudelaire
- Musset
- Rimbaud
- Valéry
- Verlaine
- Victor Hugo

### Tiếng Nga
- Puskin
- Lermontov
- Yesenin
- Mayakovsky

### Tiếng Nhật
- Issa
- Buson

### Các tiếng khác
- Tagore - Ấn Độ
- Omar Khayam - Ba Tư
- Dante Alighieri - Ý